# カーテンのある聖家族
『カーテンのある聖家族』（カーテンのあるせいかぞく、独: Die Heilige Familie mit dem Vorhang、英: The Holy Family with a Curtain）、または『聖家族』 (せいかぞく、蘭: De Heilige Familie、英: The Holy Family) 
は、オランダ絵画黄金時代の巨匠レンブラント・ファン・レインが1646年に板上に油彩で制作した絵画である。画面下部右側に「Rembrandt. ft. / 1646」という画家の署名と制作年が記されているが、オランダ美術史研究所はレンブラントの工房が制作した可能性もあるとしている。作品は1752年にヴィルヘルム8世 (ヘッセン＝カッセル方伯) のコレクションに入り、現在、カッセルにあるカッセル古典絵画館に所蔵されている。

## 作品
慎ましく、薄暗い部屋の中で母親が膝の上に幼児を抱いている。幼児のゆりかごが側の床の上に置かれている。彼女は部屋の真ん中のかすかな焚火を見つめており、その横にはうずくまっている猫と土器が見える。画面右側の薄暗い奥の空間では、父親が薪を割っている。

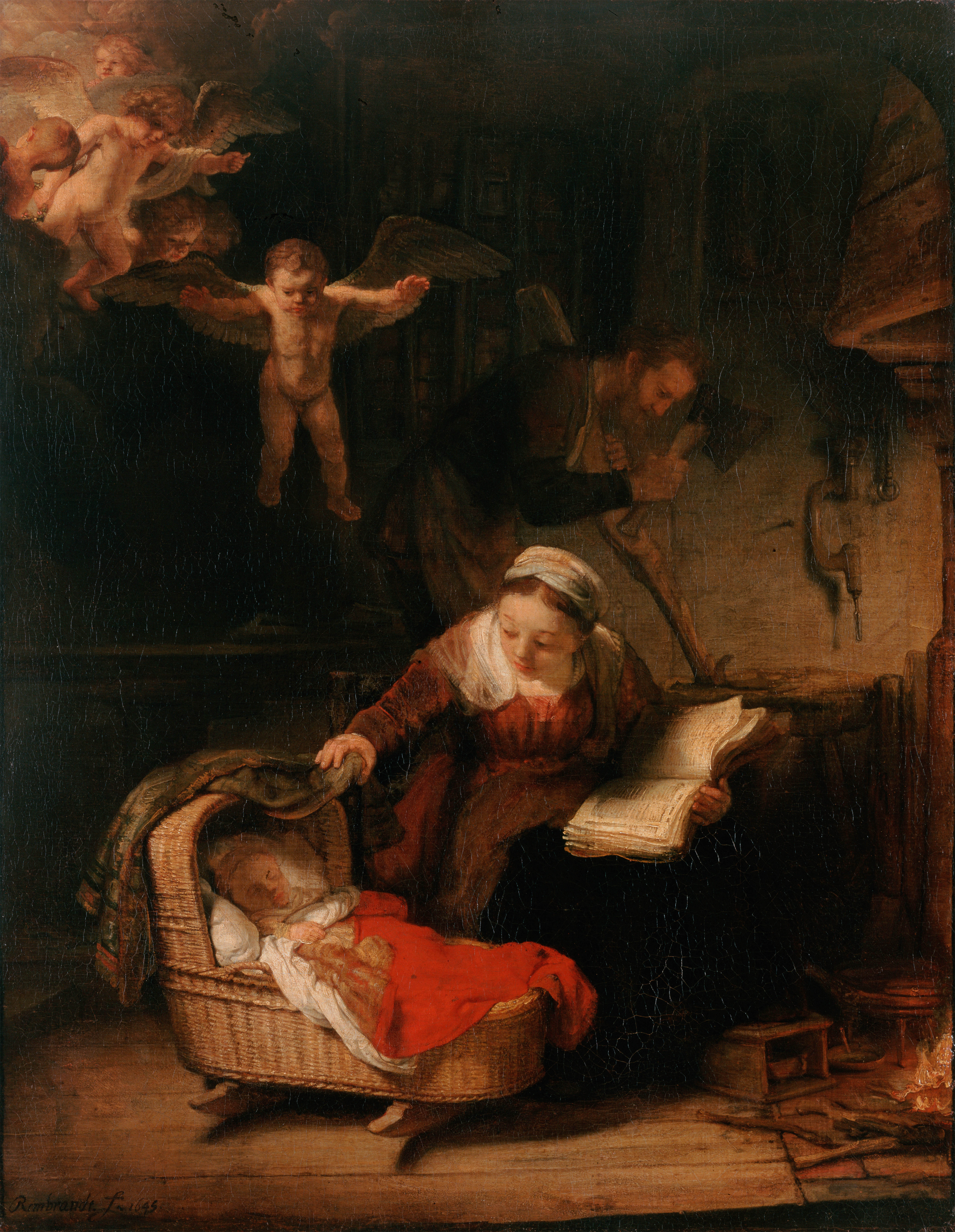
レンブラント『天使のいる聖家族』 (1645年)、エルミタージュ美術館、サンクトペテルブルク

この風俗画のような質素で、親しみやすい情景は、19世紀になってようやく聖家族を描いたものであると認識された。レンブラントは1640年代に聖家族や幼児イエス・キリストを表した絵画をよく描いたが、それらの絵画は家庭的な幸福と親密さによって特徴づけられる。オランダのプロテスタント文化の中では、聖人としてではなく、イエスの理想的な母として示された本作の聖母マリアは、特に好意的に受け入れられたことであろう。前年 (1645年) に描かれた『天使のいる聖家族』 (エルミタージュ美術館、サンクトペテルブルク) とは異なり、本作には空中の天使やイエスの光輪 (宗教美術) が見られず、いっそう現実の平和な家庭生活に近いものが表現されている。

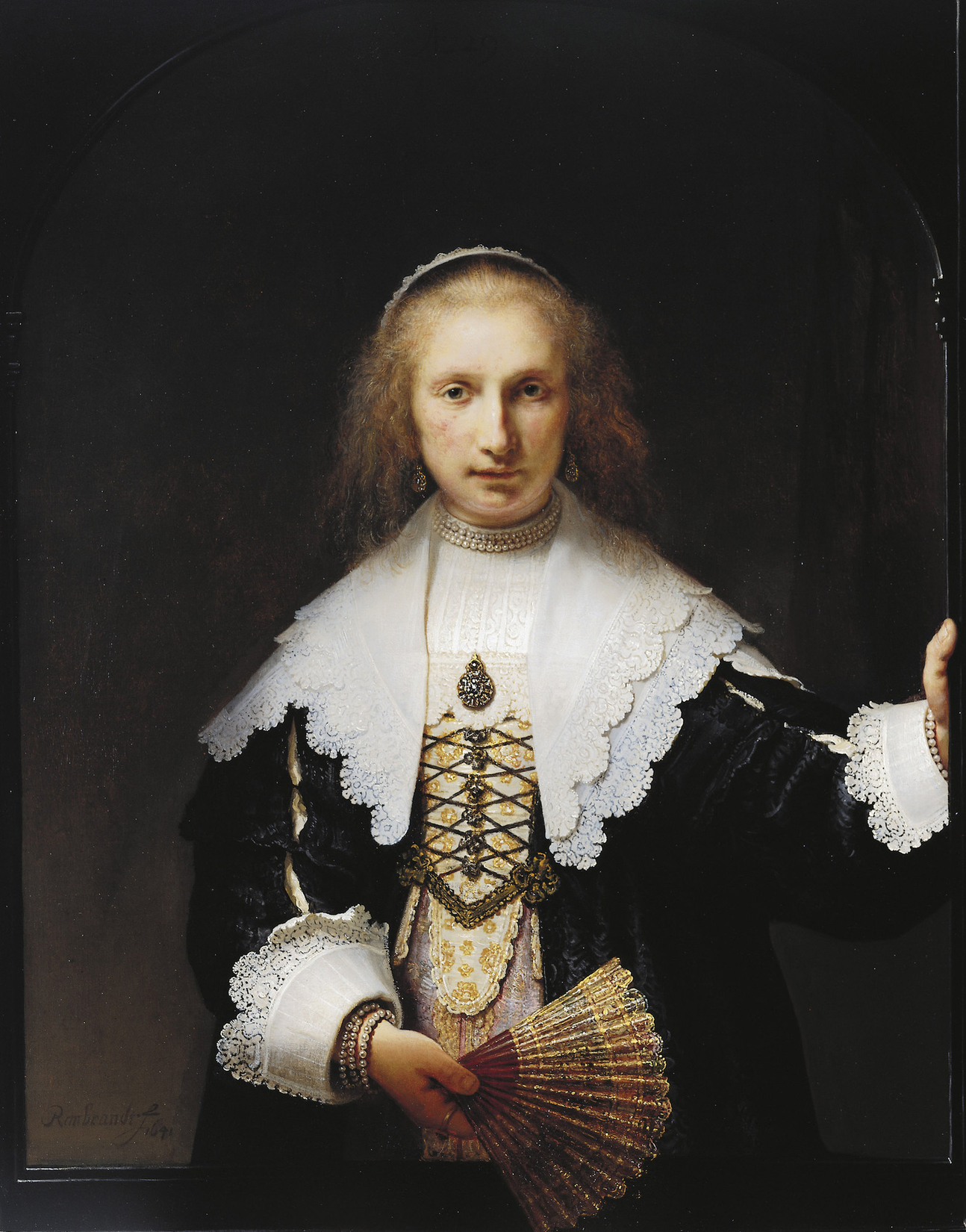
レンブラント『アハタ・バス』 (1641年)、ロイヤル・コレクション、バッキンガム宮殿

レンブラントはトロンプルイユの手法で描いた額縁中の『ニコラース・ファン・バンべーク』 (ベルギー王立美術館、ブリュッセル) と『アハタ・バス』 (ロイヤル・コレクション、バッキンガム宮殿) を制作しているが、本作で注目すべき点は情景が金色で描いた額縁中に表されていることに加え、額縁の前にはやはり描いた赤いカーテンが掛けられていることである。カーテンは部屋の右側3分の1を覆っている。本作は、折り重なるカーテンによって鑑賞者に提示される額縁の中の絵画という外見を装っているのである。

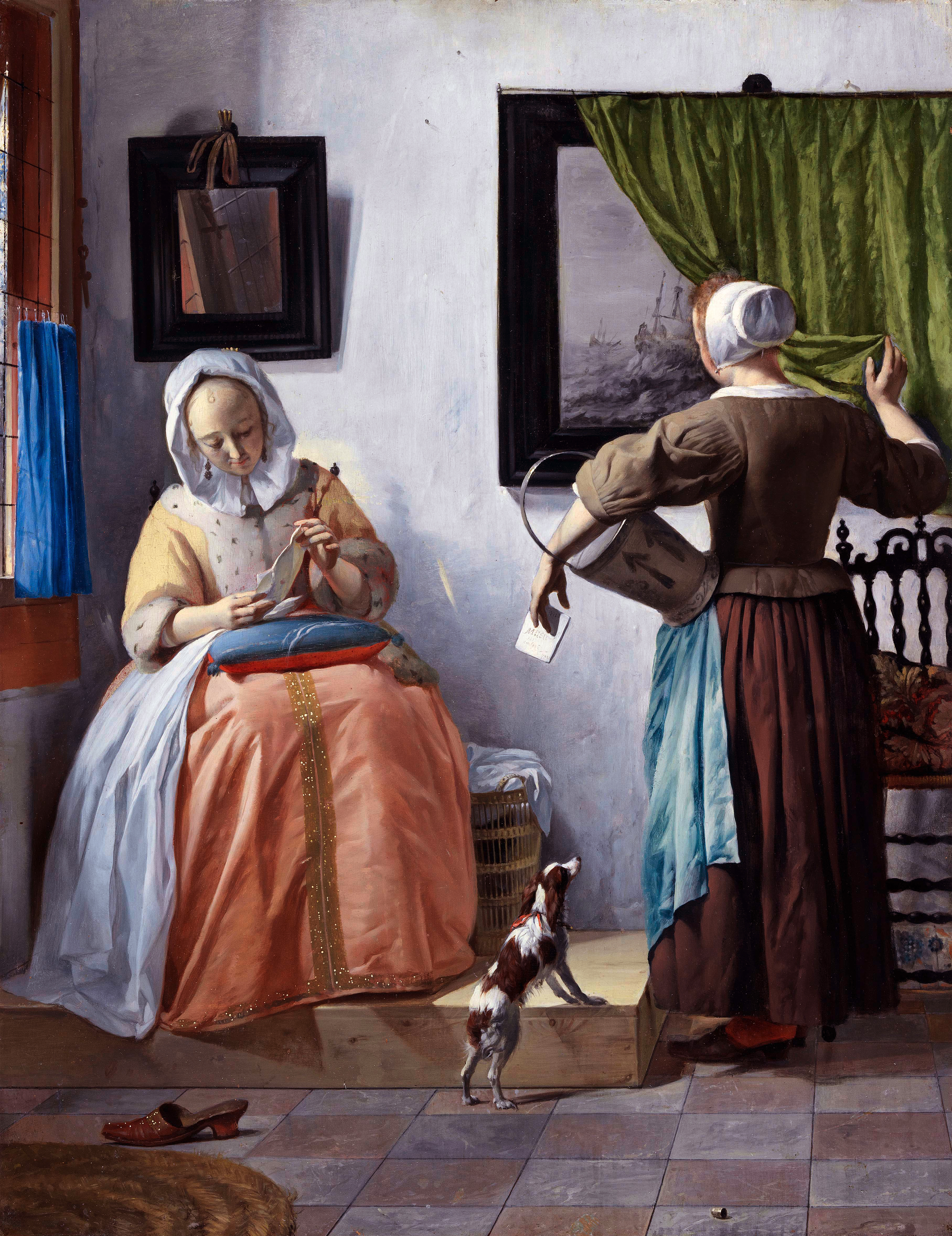
ハブリエル・メツー『手紙を読む女』 (1665-1667年ごろ)、アイルランド国立美術館

絵画の前に掛けられたカーテンというものは、絵画を塵から守るという当時のオランダの一般的な習慣を再現したものとなっている。所有者はカーテンを開けて、絵画を見せることで来客を驚かせることもできた。レンブラントの描いた本物そっくりのカーテンは、まるで見えない手によって引いて開けられたかのように右に揺れており、次の瞬間には垂直の位置に戻りそうに見える。このカーテンは、大プリニウスの著作『博物誌』 (25:65) に記述される古代ギリシアの逸話を想起させる。それによると、画家ゼウクシスは別の画家パラシウス との腕比べの際に、パラシウスの描いたカーテンを本物と間違えて開けさせようとしたため、ゼウクシスは自身を欺いたパラシウスを勝者と認めた。レンブラントは、この逸話をよく知っていたに違いない。
1640年代、1650年代のオランダの絵画はすでに描いたカーテンというものを取り入れていたが、レンブラントはそれを描いた額縁と組み合わせ、一般的なものとした最初の画家のようである。